# Даровичі
Даровичі (пол. Darowice) — село в Польщі, у гміні Фредрополь Перемишльського повіту Підкарпатського воєводства, у межах етнічної української території Надсяння.
Населення — 221 особа (2011).

## Географія
Розташоване за 10 км на південний захід від Фредрополя, за 19 км на південний захід від повітового центру Перемишля, за 66 км на південний схід від воєводського центру Ряшева і за 4 км від польсько-українського кордону. Село лежить уздовж потоків Макова і Турниця — правих приток Вігору.

## Історія
Перша письмова згадка датується 31 листопада (9 грудня за новим стилем) 1438 року — шляхтичі Оначко і Дрой продають дворище Шепелівське в селі Даровичах шляхтичу Петру Ґроховському.
Село закріпачене в 1589 р. До 1772 р. село належало до королівських володінь Перемишльського староства Перемишльської землі Руського воєводства Королівства Польського.
У 1772 році після першого розподілу Польщі ввійшло до провінції Королівство Галичини та Володимирії імперії Габсбургів. У 1880 р. було 210 мешканців(з них 196 греко-католиків, 6 римо-католиків і 8 юдеїв), село належало до Перемишльського повіту.
Після розпаду Австро-Угорщини і утворення 1 листопада 1918 р. Західноукраїнської Народної Республіки це переважно населене українцями село Надсяння було окуповане Польщею. На 1.01.1939 в селі було 500 мешканців (з них 430 українців-грекокатоликів, 30 українців-римокатоликів, 10 поляків, 25 євреїв і 5 німців). Село входило до ґміни Германовичі Перемишльського повіту Львівського воєводства.
Після початку Другої світової війни 13 вересня 1939 року війська Третього Рейху увійшли в село, та після вторгнення СРСР до Польщі 27 вересня увійшли радянські війська і Даровичі, що знаходяться на правому, східному березі Сяну, разом з іншими навколишніми селами відійшли до СРСР та ввійшли до складу утвореної 27 листопада 1939 року Дрогобицької області УРСР (обласний центр — місто Дрогобич).
З початком німецько-радянської війни 27 червня 1941 року село було зайняте військами вермахту. В кінці липня 1944 року село було зайняте Червоною Армією. Від 13 серпня 1944 почалася примусова мобілізація українців до Червоної Армії.
В березні 1945 року Даровичі, як і весь Бірчанський район з районним центром Бірча, Ліськівський район з районним центром Лісько та західна частина Перемишльського району включно з містом Перемишль зі складу Дрогобицької області передано Польщі. Після цього було здійснено етноцид українців — виселення українців у СРСР та на ті території в західній та північній частині польської держави (так звані повернені території), що до 1945 належали Німеччині (операція Вісла), а на їх місце заселено поляків.
У 1975-1998 роках село належало до Перемишльського воєводства.

### Церква
Мурована церква Різдва Пресвятої Богородиці збудована в 1909 на місці попередньої дерев'яної з 1777 р., була парафіяльною, належала з 1920 р. до Нижанківського деканату Перемишльської єпархії УГКЦ. Церква після виселення українців перетворена на костел. Поруч стоїть мурована дзвіниця з 1923 р. В селі також був греко-католицький цвинтар, на якому збереглися могила вояка УПА Михайла Качмара (загиблого 15 липня 1946 р.) та трьох поляків, убитих боївкою 13 березня 1945 р. На цвинтарі також були поховання солдатів Першої світової війни, в основному — угорців, зараз зайняті новими похованнями.

## Демографія
- 1785 — 184 греко-католики, 10 римо-католиків, 6 юдеїв
- 1840 — 254 греко-католики
- 1859 — 255 греко-католиків
- 1879 — 236 греко-католиків
- 1899 — 242 греко-католики
- 1926 — 510 греко-католиків
- 1938 — 552 греко-католики, 65 римо-католиків, 7 юдеїв

Демографічна структура станом на 31 березня 2011 року:
|          | Загалом | Допрацездатний вік | Працездатний вік | Постпрацездатний вік |
| -------- | ------- | ------------------ | ---------------- | -------------------- |
| Чоловіки | 106     | 23                 | 74               | 9                    |
| Жінки    | 115     | 28                 | 64               | 23                   |
| Разом    | 221     | 51                 | 138              | 32                   |

## Народились
- Ярослав Коцьолок «Крилач», «Сухий», (*1 квітня 1922 — †13 червня 1947, с. Завадка Бещадського повіту, ґміна Устрики-Долішні, Підкарпатське воєводство, Польща) — поручник УПА, командир сотень «Ударники-6», «Ударники-8» 26-го Територіального відтинку «Лемко» групи УПА-Захід. Лицар Бронзового Хреста Бойової Заслуги.